# Zdrój Tadeusz
Tadeusz – mineralna woda lecznicza, wydobywana ze Zdroju Tadeusz, zlokalizowanego w miejscowości Krynica-Zdroju. Woda jest źródlaną szczawą wodorowowęglanowo-wapniowo-żelazistą, stosowaną przy nadkwasocie i niedowładzie żołądka, nieżytach obu jelit oraz niedokrwistości. 

## Pijalnia
Woda, wiercona w krynickim odwiercie, zlokalizowanym przy ul. Kazimierza Pułaskiego, dostępna jest dla konsumentów i pacjentów krenoterapii bezpośrednio w krynickiej Pijalni Głównej.